# Cantonul Peyrolles-en-Provence
Cantonul Peyrolles-en-Provence este un canton din arondismentul Aix-en-Provence, departamentul Bouches-du-Rhône, regiunea Provence-Alpes-Côte d'Azur, Franța.

## Comune
- Jouques
- Le Puy-Sainte-Réparade
- Meyrargues
- Peyrolles-en-Provence (reședință)
- Saint-Paul-lès-Durance